# Police Quest: Open Season
Police Quest: Open Season is een point-and-click avonturenspel van Sierra Entertainment uit 1993. Het is het vierde spel uit de Police Quest-franchise. Het spel werd ontwikkeld door Daryl F. Gates, een voormalig werknemer van de Los Angeles Police Department. Gates nam binnen Sierra Entertainment de taak over van Jim Walls. Walls is ook een voormalig agent en ontwierp de vorige spellen uit de reeks.

## Naamgeving
De naam van het spel varieert. De meest gangbare titel is "Police Quest: Open Season", wat ook op het titelscherm staat bij opstart van het spel. Andere bronnen vermelden dan weer "Daryl F. Gates' Police Quest: Open Season". In de handleiding wordt dan weer gebruikgemaakt van Police Quest 4. In de aftiteling staat "Police Quest IV: Open Season". Bij het afsluiten van het spel in MS-DOS komt de melding "Thank you for playing Police Quest IV: Open Season". In DOS start men het spel op met de executable pqiv.exe

## Spelbesturing
Het spel wijkt op verschillende gebieden af van zijn voorgangers. Het hoofdpersonage is nu John Carey, een detective bij de dienst moordzaken van Los Angeles Police Department. In de voorgaande spellen was dit Sonny Bonds die werkte voor het politiekorps van het fictieve stadje Lytton. Verder zijn de achtergronden in dit spel gebaseerd op digitale foto's, daar waar dit in de voorgaande spellen nog sprites waren. De achtergronden in het spel zijn daadwerkelijk afkomstig uit Los Angeles. 
Op het scherm staat een actiebalk met enkele iconen zoals "ga", "spreek", "kijk", "gebruik", ... Met behulp van de muis dient de speler eerst een actie aan te klikken en vervolgens een voorwerp op het scherm.

## Verhaal
Het verhaal start in een achtersteegje in South Central Los Angeles rond drie uur 's nachts waar Carey zijn vriend en ex-collega Bob Hickman vermoord vindt. Hij ziet nog snel een schim wegvluchten. Hickman deed onderzoek naar de moord op een achtjarige jongen wiens lijk in een afvalcontainer werd gevonden. Daarna volgen er nog enkele moorden.
Nad de vijfde moord is Carey een seriemoordenaar op het spoor. Carey komt in contact met de eigenaar van een bioscoop die hem uitnodigt voor thee en het bekijken van een film. In de thee zaten verdovende middelen want Carey hallucineert dat de eigenaar de schim is die hij bij het lijk van Hickman zag. Later achtervolgt Carey de hond van de vermoedelijke moordenaar. Hij komt in een verlaten huis waar hij in de ijskast een hoofd vindt. In een verborgen ruimte vindt hij een bewusteloze vrouw. Carey wil hulp inroepen, maar de moordenaar sleurt ondertussen het lichaam weg. Daarop wordt hijzelf bewusteloos geslagen. Wanneer hij bijkomt, ziet hij hoe de moordenaar over de bebloede vrouw hangt. Carey kan hem overmeesteren door gebruik te maken van een haarspray en een aansteker. Carey wordt gehuldigd door de burgemeester met een "Los Angeles Medal of Valor". De burgemeester meldt nog dat er in totaal vijf moorden werden gepleegd waaruit men kan afleiden dat de laatste vrouw de moordpoging heeft overleefd.